# Dominion (Spiel)
Dominion ist ein Kartenspiel, mit dem Donald X. Vaccarino das Deck-Building-Genre begründete. Aus einem von Spiel zu Spiel variierenden Kartenangebot bauen die Spieler ihren persönlichen Kartensatz auf. Durch geschickten Einsatz von Aktions- und Geldkarten versuchen sie, ihr anfänglich schwaches Deck so zu stärken, dass sie am Schluss die meisten Punktekarten haben. Das Grundprinzip kann durch die in zahlreichen Erweiterungen enthaltenen Mechaniken vielfältig ausgebaut werden.
Das von Rio Grande Games veröffentlichte Spiel wurde in viele Sprachen übersetzt und international vielfach ausgezeichnet. 2009 wurde es in Deutschland zum Spiel des Jahres gekürt und erhielt den Deutschen Spielepreis.

## Thema und Spielprinzip
Alle Spieler sind Herrscher eines Königreiches und starten mit wenig Geld und winzigen Ländereien. Über die von Zug zu Zug mögliche kontinuierliche Ergänzung aus einem Angebot von höherwertigem Geld und nützlichen Aktionen können die Spieler ihre Fähigkeiten erweitern, um schließlich ihr Reich mit größeren Ländereien auszubauen. Das Spiel gewinnt der Herrscher mit dem größten Reich.
Dominion war das erste Spiel, das mit der Deck-Building-Mechanik im deutschen Sprachraum ein breites Publikum erreichen konnte. Geld, Aktionsmöglichkeiten und Ländereien werden dabei durch Karten repräsentiert. Jeder Spieler startet mit einem vorgegebenen Kartensatz (englisch „deck“). Der Spieler zieht Karten vom eigenen Stapel und setzt die Handkarten ein, um aus einem begrenzten Angebot stärkere Karten zu erwerben und damit seinen Kartensatz zu verbessern (das „deck building“). Erworbene und gespielte Karten sowie restliche Handkarten kommen auf den Ablagestapel des Spielers. Wenn der Nachziehstapel des Spielers aufgebraucht ist, mischt er seinen Ablagestapel und legt ihn als neuen Nachziehstapel bereit. Da durch diese Rotation bis zum Spielende alle Karten immer wieder auf die Hand gezogen werden, kann man immer nützlichere Karten ins Deck einfügen. Wenn außerdem im Laufe des Spieles dazu die Möglichkeit besteht, ist es meistens vorteilhaft, die geringwertigen und wenig nützlichen Karten des anfänglichen Decks aus diesem zu entfernen.
Schon das Basisspiel, erst recht die Erweiterungen, bietet eine große Vielfalt an Aktionsmöglichkeiten, von denen in jeder Spielrunde maximal 10 angeboten werden. Über deren Auswahl lässt sich auch steuern, welche Rolle die Interaktion zwischen den Spielern haben soll, ob es destruktive Elemente gegen Mitspieler gibt oder wie der Schwerpunkt zwischen Geld-, Aktions- und Punktekarten verschoben wird.
Die Konkurrenz zwischen den Spielern wird durch die individuelle Wahl einer Strategie und das Glück beim Ziehen der Karten bestimmt. Es gibt grundsätzlich zwei Arten von Strategien: Entweder man baut ein sehr kleines Deck auf, in dem vor allem hochwertiges Geld und nur wenige, genau ausgewählte Aktionskarten stecken. Oder man versucht viele Aktionskarten zu erwerben, die den Umlauf durch weiteres Kartenziehen beschleunigen und zusätzliches Einkommen schaffen. Einige Strategien wurden von Fans des Spiels genauer analysiert.
Dominion wird als komplex und vielseitig, dennoch relativ leicht verständlich bewertet.

## Ausstattung und Mechanismus

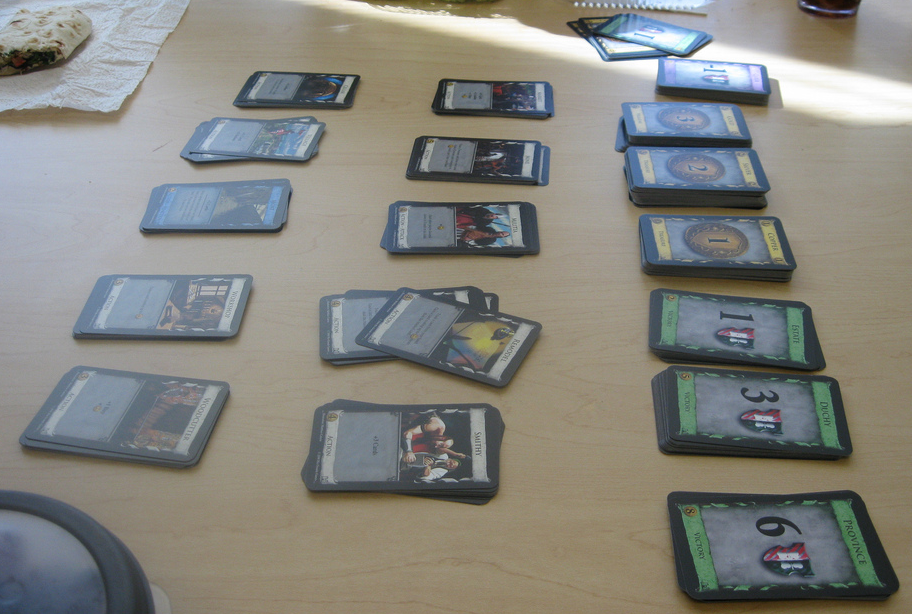
Typischer Spielaufbau bei Dominion

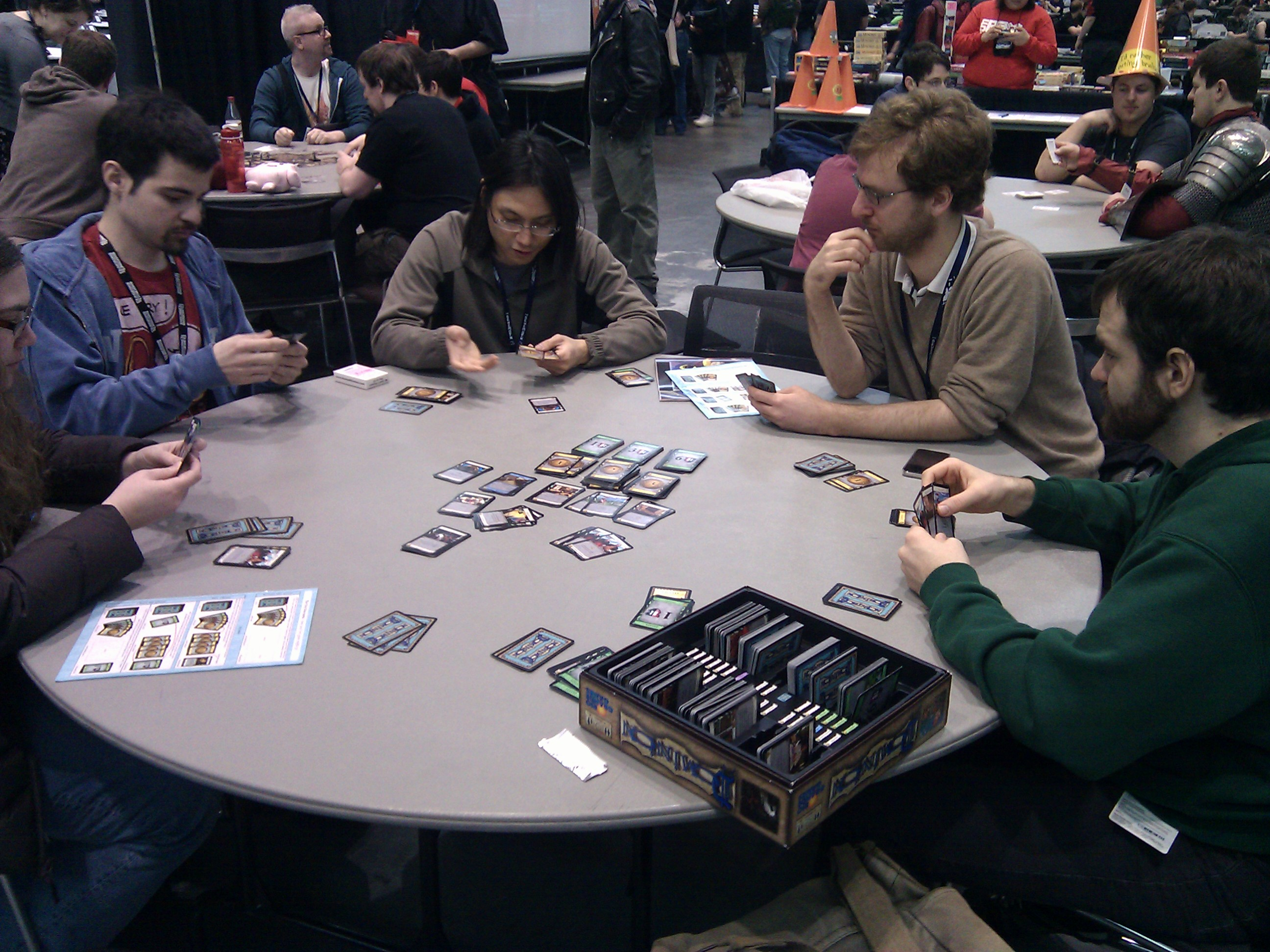
Eine Partie „Dominion“ auf der PAX East 2011

Die 500 Karten des Basisspiels teilen sich auf in 32 Stapel mit den „Geld“-Karten Kupfer (liefert 1 Münzwert), Silber (2 Münzwerte) und Gold (3 Münzwerte), den „Punkte“-Karten Anwesen (1 Siegpunkt), Herzogtum (3 Siegpunkte) und Provinz (6 Siegpunkte), 25 unterschiedlichen Königreichkarten sowie Fluch (−1 Siegpunkt). Außerdem gibt es noch eine Müll-Karte.
Die Geld- und Punktekarten werden in jedem Spiel verwendet. Obwohl die Flüche nur von der Hexe verteilt werden, sollen auch sie in jedem Spiel ausliegen. Aus den 25 Königreichkarten wählen die Spieler für das Spiel 10 aus. Somit gibt es im Basisspiel 3.268.760 Auswahlmöglichkeiten für den Spielaufbau.
Die meisten Königreichkarten erlauben dem Spieler unterschiedliche Handlungen (Kartentyp „Aktion“), es ist aber auch eine Punktekarte darunter. Punktekarten sind während des Spieles störend, weil man sie zu nichts nutzen kann; sie „verstopfen“ nur das Deck. Trotzdem muss man sie sammeln, weil am Spielende nur die Summe der Siegpunkte über den Sieg entscheidet.
Je nach Spielerzahl werden jeweils 8 oder 12 Exemplare der Punktekarten als Angebot ausgelegt, Aktionskarten mit 10 Karten pro Stapel, Flüche gibt es proportional zur Mitspielerzahl. Die Anzahl der Geldkarten sinkt mit steigendem Wert, es kommt aber so gut wie nie vor, dass einer dieser Stapel aufgebraucht wird.
Jeder Spieler spielt mit seinem eigenen Kartensatz („Deck“), der zu Anfang sieben Kupfer und drei Anwesen enthält. Der Satz wird gemischt und bildet den Nachziehstapel, von dem jeder Spieler zu Spielbeginn die obersten fünf Karten auf die Hand nimmt.
Die Spieler sind dann reihum am Zug. Jeder Zug besteht aus drei Phasen:
1. In der Aktionsphase darf der Spieler, der am Zug ist, eine Aktionskarte, die er auf der Hand hat, ausspielen und führt die darauf angegebenen Anweisungen aus. Häufig sind dies in kurzer Form einfache Handlungsrechte: weitere Aktionskarten ausspielen dürfen, Karten vom Nachziehstapel ziehen, zusätzliche Kaufrechte oder zusätzliches Geld für die Kaufphase. Durch das Recht, weitere Aktionskarten auszuspielen und Karten nachzuziehen, kann es in einem Zug zu langen Kartenketten kommen. Es gibt aber auch ausführlichere Anweisungen, die dem Spieler und teilweise auch seinen Mitspielern Handlungen vorgeben. Einige Aktionskarten, die zusätzlich mit „Angriff“ gekennzeichnet sind, beeinflussen die Handkarten oder die Nachziehstapel der Mitspieler negativ.
2. In der Kaufphase darf sich der Spieler von einem der zehn ausliegenden Königreich- oder einem Geld- oder Punktekartenstapel eine Karte kaufen. Wenn er in der Aktionsphase zusätzliche Kaufrechte erspielt hat, darf er auch entsprechend mehrere Karten kaufen. Der Preis einer Karte wird in der linken unteren Ecke angezeigt. Bezahlt wird von dem Betrag, der durch Ausspielen von Geldkarten und durch in der Aktionsphase gespielte Geld liefernde Aktionskarten angesammelt wurde. Die erworbenen Karten werden auf den Ablagestapel gelegt.
3. In der Aufräumphase legt man alle verbliebenen Handkarten sowie die gespielten Geld- und Aktionskarten auf seinen Ablagestapel. Dann zieht man von seinem Nachziehstapel fünf Karten. Sobald der Nachziehstapel leer ist und noch Karten gezogen werden müssen, werden die Karten des Ablagestapels gemischt und bilden den neuen Nachziehstapel. Die im Spielverlauf erworbenen Karten kommen so immer wieder auf die Hand, was den Deck-Building-Charakter des Spiels ausmacht.

Das Spiel endet mit dem Zug, an dessen Ende entweder der Stapel Provinz oder drei beliebige sonstige Stapel erschöpft sind. Gewonnen hat dann der Spieler mit den meisten Siegpunkten. Gibt es einen Gleichstand, gewinnt der Spieler, der weniger Spielzüge hatte. Sind auch diese gleich, teilen sich die Spieler den Sieg.

## Erweiterungen
Die Schachteln wurden ursprünglich in Editionen und Erweiterungen unterschieden. Editionen enthielten auch die Basiskarten, ohne die die Erweiterungen nicht regelkonform spielbar sind. Zum einen sind inzwischen die Basiskarten auch allein erhältlich. Zum anderen wurde 2016 im Rahmen einer großen Überarbeitung des Originals aus der bisherigen zweiten Edition Die Intrige durch Weglassen der Basiskarten eine reine Erweiterung. Seitdem wird Edition eher zur Unterscheidung ursprünglicher und überarbeiteter Versionen verwendet.
Bei einer Kombination aller Schachteln und der Promos stehen maximal 366 Königreichkartenstapel zur Verfügung (Stand Frühjahr 2020). Daraus können über 10 Trillionen Zehnerkombiniationen gezogen werden.

### Überblick
| Name                  | Erscheinungs- datum | Art                     | Karten | Königreich- kartenstapel | Quer | Bemerkungen |
| --------------------- | ------------------- | ----------------------- | ------ | ------------------------ | ---- | --- |
| Basisspiel            | Okt. 2008           | Grundspiel              | 500    | 25                       |      | Ursprünglich nur mit Untertitel „Was für eine Welt“                                                                            |
| Basisspiel 2. Edition | Aug. 2017           | Grundspiel              | 500    | 26                       |      | 16 bekannte, 3 veränderte und 7 neue Königreichkarten                                                                          |
| Die Intrige           | Juli 2009           | Grundspiel              | 500    | 25                       |      | Karten mit wählbaren Effekten / Punktekarten, die auch Aktions- oder Geldkarten sind                                           |
| Die Intrige           | März 2014           | Erweiterung             | 300    | 25                       |      | Seit März 2014 nur noch als Erweiterung ohne Basiskarten erhältlich                                                            |
| Seaside               | Okt. 2009           | Erweiterung             | 300    | 26                       |      | Effekte im nächsten Spielzug, Aufbewahren von Karten                                                                           |
| Die Alchemisten       | Mai 2010            | Kleine Erweiterung      | 150    | 12                       |      | Neue Währung: Trank Teil der Mixbox und der Einsteiger-BigBox, einzeln nicht mehr zu beziehen.                                 |
| Blütezeit             | Okt. 2010           | Erweiterung             | 300    | 25                       |      | hochpreisige Karten (Platin und Kolonie) / Geldkarten mit Anweisungen                                                          |
| Reiche Ernte          | Juni 2011           | Kleine Erweiterung      | 150    | 13                       |      | Vielfalt im eigenen Bestand lohnt sich, Teil der BigBox, der Mixbox und der Einsteiger-BigBox, einzeln nicht mehr zu beziehen. |
| Hinterland            | Okt. 2011           | Erweiterung             | 300    | 26                       |      | Effekte beim Kaufen oder Nehmen von Karten                                                                                     |
| Dark Ages             | Aug. 2012           | Erweiterung             | 500    | 35                       |      | im Müll stöbern / Effekte beim Entsorgen                                                                                       |
| Die Gilden            | Okt. 2013           | Kleine Erweiterung      | 150    | 13                       |      | Effekte für überzahlen / ansparbare Münzen. Wird nicht mehr aufgelegt. Nur noch Teil der Einsteiger-BigBox                     |
| Abenteuer             | Sep. 2015           | Erweiterung             | 400    | 30                       | 20   | Karten für späteren Einsatz bunkern / Effekte statt einer Karte kaufen                                                         |
| Empires               | Sep. 2016           | Erweiterung             | 300    | 24                       | 34   | Schulden machen / Siegpunkte für erfüllte Bedingungen                                                                          |
| Erweiterung           | Apr. 2017           | Kleine Erweiterung      | 161    | 14                       |      | Ergänzungsset: 2x7 Königreichkarten zum Austausch in Basisspiel und Intrige                                                    |
| Nocturne              | Aug. 2018           | Erweiterung             | 500    | 33                       | 27   | Vierte Zugphase / zufällige Effekte                                                                                            |
| Renaissance           | Aug. 2019           | Erweiterung             | 300    | 25                       | 25   | dauerhafte Effekte / umkämpfte Effekte / speicherbare +1 Aktion                                                                |
| Menagerie             | Sep. 2020           | Erweiterung             | 400    | 30                       | 40   | Effektersatz für Aktionskarten                                                                                                 |
| Verbündete            | Apr. 2022           | Erweiterung             | 400    | 31                       | 23   | Vierfach geteilte Stapel, Gefallen                                                                                             |
| Plünderer             | März 2023           | Erweiterung             | 500    | 40                       | 40   | Kartenmerkmale, exklusive Geldkarten                                                                                           |
| Rising Sun            | Sep. 2024           | Erweiterung             | 300    | 25                       | 26   | Prophezeiungen, Sonnen- und Schuldenmarker, neuer Kartentyp Schatten                                                           |
| Promos                | diverse             | Päckchen                | je 11  | 10                       |      | Zu besonderen Anlässen Werbegeschenk und als Zugabe in anderen Boxen enthalten.                                                |
| Promos                | diverse             | Päckchen                | je 1   |                          | 1    | Zu besonderen Anlässen Werbegeschenk und als Zugabe in anderen Boxen enthalten.                                                |
| Basiskarten           | März 2014           | Ersatzkarten            | 250    | –                        | –    | repräsentative Grafik |
| Seaside 2. Edition    | Juni 2022           | Ersatzkarten Updatepack | 100    |                          |      | 9 Königreichkarten, die in der 2. Edition enthalten sind + Sortierstreifen                                                     |
| Blütezeit 2. Edition  | Nov. 2022           | Ersatzkarten Updatepack | 100    |                          |      | 9 Königreichkarten, die in der 2. Edition enthalten sind + Sortierstreifen                                                     |

### Basisspiel
Das Basisspiel (anfänglich ohne diese Bezeichnung, stattdessen mit Untertitel „Was für eine Welt!“), enthält auch Basiskarten (3 Geldkarten, 3 Punktekarten, Fluch). Die Königreichkarten sind überwiegend einfach (im Vergleich zu den späteren Erweiterungen). Hat man die Grundbegriffe verstanden, können sie ohne Blick in Regel oder Erläuterung gespielt werden.
Erschien in mehreren Varianten bzw. mit unterschiedlichen Covern, teilweise auch gebündelt mit Promotionkarten (s. u.). Auch Teil der Bigbox (s. u.). Zur SPIEL '13 in Essen erschien eine Special Edition mit 511 Karten. Hierin haben die Basiskarten und die Müll-Karte neue Illustrationen. Die 11 zusätzlichen Karten resultieren aus der Zugabe der Sonderkarte Schwarzmarkt.
Im September 2016 wurde vom amerikanischen Verlag die Überarbeitung des Basisspiels zur 2nd Edition verkündet. Neben klareren Formulierungen, neuen Illustrationen für die Basiskarten und anderen Kleinigkeiten wurden 6 der bisherigen durch 7 neue Königreichkarten ersetzt. In Deutschland erschien im April 2017 das Ergänzungsset, das die 7 neuen Karten kombiniert mit 7 neuen Karten für Intrige enthält. Seit August 2017 gibt es das Basisspiel – 2. Edition.

### DieIntrige
Ende Juni 2009 erschien als zweite Edition von Dominion Die Intrige. Diese war keine Erweiterung im eigentlichen Sinne, sondern ein eigenständiges Grundspiel, das auch alle Basiskarten des Basisspiel beinhaltet und also ohne dieses spielbar ist. Wenn man Die Intrige allerdings mit dem Basisspiel kombiniert, ist durch die doppelte Anzahl Basiskarten das Spielen mit bis zu sechs Spielern geregelt.
Die 25 Königreichkarten sind andere als im Basisspiel. In der Intrige kommen zum ersten Mal Karten mit kombinierten Haupttypen vor: Es gibt Aktion-Punkte-Karten und Geld-Punkte-Karten, die anders als reine Punktekarten in der Aktionsphase bzw. Kaufphase gespielt werden können. Mehrere Aktionskarten bieten dem Spieler die Möglichkeit, sich für unterschiedliche Funktionen der jeweiligen Karte zu entscheiden. Insgesamt enthielt die Edition 500 Karten.
Seit März 2014 wird Die Intrige in Deutschland nur noch ohne die Basiskarten und somit als reine Erweiterung vertrieben, die 300 Karten enthält.
Im September 2016 wurde vom amerikanischen Verlag die Überarbeitung von Intrigue zur 2nd Edition verkündet. Neben klareren Formulierungen und anderen Kleinigkeiten fehlen die Basiskarten; damit wurde auch die originale Ausgabe zur reinen Erweiterung. Auch bei Intrigue – 2nd Edition werden 6 der bisherigen durch 7 neue Königreichkarten ersetzt. Im April 2017 erschien das Ergänzungsset, das die 7 neuen Karten kombiniert mit den 7 neuen Karten für das Basisspiel enthält.

### Seaside
Die erste reine Erweiterung ist Seaside. Hier fehlen die Basiskarten, sodass eine Edition vorhanden sein muss. Die Erweiterung enthält 26 neue Königreichkarten (darunter eine Aktion-Punkte-Karte). In Seaside wurde ein neuer zusätzlicher Typ eingeführt: „Dauer“-Karten haben Effekte, die im nächsten Zug wirken. Deswegen bleiben sie liegen und werden erst in dem Zug abgeräumt, in dem sie letztmals etwas tun.
Die Erweiterung kam im Oktober 2009 in den Handel und enthält 300 Karten. Zur Ausstattung gehören zudem drei verschiedene Tableaus (je sechsmal vorhanden) sowie 40 metallene Marker in 2 Formen, die bei bestimmten Königreichkarten als Zähler zum Einsatz kommen.
Seit Juni 2022 steht ein Updatepack mit 9 Königreichkarten und einem Sortierstreifen zur Verfügung, um diese Erweiterung auf die 2. Edition umrüsten zu können.

### DieAlchemisten
Eine zweite Erweiterung wurde im Mai 2010 mit dem Titel Die Alchemisten veröffentlicht. Auch hier werden die Basiskarten aus einem Grundspiel benötigt. Die kleine Erweiterung (150 Karten) besteht aus nur zwölf neuen Königreichkarten (darunter eine Punkte- und eine Geldkarte) und einer neuen Basiskarte, der Geldkarte Trank. Letztere wird zur Bezahlung von Karten benötigt, deren Preis eben diesen beinhalten.

### Blütezeit
Im Herbst 2010 wurde die dritte Erweiterung Blütezeit auf der Spiel 2010 veröffentlicht.
Der Schwerpunkt dieser Erweiterung liegt auf dem Reichtum und dessen Vermehrung. Sie enthält 25 neue Königreichkarten, von denen acht Geldkarten sind. Letztere haben teilweise über die Gelderzeugung hinausgehende Funktionen oder bestimmen ihren Wert erst im Moment des Ausspielens. Zudem gibt es zwei neue Basiskarten: Kolonie ist eine Punktekarte, die 10 Siegpunkte liefert, und Platin ist eine Geldkarte, die 5 Münzwerte erzeugt. Werden diese beiden Karten verwendet, endet das Spiel zusätzlich zu den normalen Siegbedingungen, wenn der Koloniestapel leer ist. Außerdem sind 32 Siegpunktchips in 2 Größen, 9 Münzen und 9 Tableaus enthalten. Diese Erweiterung wurde bis Januar 2011 exklusiv über Filialen der Metro Gruppe (Real und Kaufhof) vertrieben.
Seit November 2022 steht ein Updatepack mit 9 Königreichkarten und einem Sortierstreifen zur Verfügung, um diese Erweiterung auf die 2. Edition umrüsten zu können.

### ReicheErnte
Seit Juli 2011 gibt es für Dominion die vierte Erweiterung Reiche Ernte. Die mit 150 Karten kleine Erweiterung hat als Thema Vielseitigkeit. Dabei ist die Anzahl unterschiedlicher Karten in der jeweiligen Situation entscheidend. Enthalten sind 13 neue Königreichkarten und 5 „Preis“-Karten. Mit Letzteren treten erstmals „Nicht-Vorrats“-Karten auf, die nicht gekauft werden können, sondern nur durch ausdrücklich sie nennende Anweisung nehmbar sind.

### Hinterland
Im Oktober 2011 wurde auf der Spiel 2011 die fünfte Erweiterung mit dem Titel Hinterland veröffentlicht. Die 300 Karten verteilen sich auf 26 Königreichkarten. Thematisch führt das Spiel in die exotischen Regionen jenseits des eigenen Reiches. Im Zentrum stehen Karten, die einen Effekt auslösen, wenn sie genommen oder gekauft werden. Beispielsweise die Geldkarte Blutzoll, die beim Nehmen (auch im Kauf enthalten) Flüche an die Mitspieler verteilt, oder die Punktekarte Seidenstrasse, deren Wert sich aus der Anzahl aller Punktekarten im jeweiligen Deck ergibt. Als Variation zu den bekannten Aktion-Reaktion-Karten erscheint mit Katzengold erstmals eine Geld-Reaktion-Karte und mit Tunnel eine Punkte-Reaktion-Karte.

### Dark Ages
Im August 2012 wurde auf der Spielemesse Gen Con eine weitere Erweiterung mit dem Titel Dark Ages vorgestellt. Mit 500 Karten darf sie große Erweiterung genannt werden, die 35 neue Königreichkarten und 3 nicht kaufbare Karten bietet. Außerdem gibt es „Unterschlupf“-Karten, die im Startdeck anstatt der Anwesen verwendet werden, sowie wenig nützliche „Ruinen“, die ähnlich Flüchen verteilt werden. Die Hauptthemen stellen Entsorgung und Aufwertung von Karten dar. Dazu gibt es Karten, die etwas bewirken, wenn man sie entsorgt, Karten, die im Müll stöbern, und Karten, die sich selbst oder andere Karten verbessern. Im Oktober 2012 erschien die deutsche Version von Dark Ages. Das war die letzte Erweiterung, deren deutsche Version vom Hans im Glück Verlag erstellt wurde.

### Die Gilden
Seit Oktober 2013 ist die siebte Erweiterung mit dem Namen Die Gilden erhältlich. Sie besteht aus 150 Karten, die sich auf 13 Königreichkarten verteilen, sowie 25 Metallmünzen. Letztere kann man als Einmalgeld nach Belieben einsetzen. Neue Spielmechanik ist das Überzahlen, bei dem man für einen zusätzlichen Geldbetrag weitere Effekte auslöst. Beginnend mit dieser Erweiterung agiert der amerikanische Ursprungsverlag Rio Grande Games auch als Herausgeber der deutschen Ausgaben der Dominionreihe.

### Abenteuer
Adventure wurde im April 2015 (auf Deutsch ab September 2015) veröffentlicht. Neben neuen Dauerkarten bietet diese Erweiterung als neues Spielprinzip „Reserve“-Karten, die man aufbewahren kann und bei passender Gelegenheit einsetzt. Weiterhin gibt es 2 Aufwertungsketten, in denen man eine Karte gegen eine wertvollere Karte austauschen kann. Außerdem sind 10 verschiedene Marker enthalten, die Königreichkarten zusätzliche Effekte geben oder den Spieler einmalig behindern. Und schließlich gibt es „Ereignisse“, die man anstatt Kartenkaufs auslösen kann. Die Schachtel enthält insgesamt 400 Karten sowie Tableaus und Marker in 6 Farben.

### Empires
Im Juni 2016 kam Empires in den amerikanischen Verkauf; im September 2016 in den deutschen. Diese Erweiterung mit 300 Karten und 96 metallenen Markern bietet mehrere Neuheiten: Am einfachsten sind „geteilte Stapel“, bei denen zuerst 5 Stück einer billigen Karte genommen sein müssen, bevor 5 Stück einer teuren Karte erhältlich sind. Komplexer sind Schulden, eine neue Kostenart in Gestalt rötlicher Sechsecke. Wer eine Karte mit solchen kauft, muss entsprechend Schuldenmarker nehmen. Diese müssen aber erst getilgt werden, bevor man wieder etwas kaufen darf. Hauptthema sind neue Wege zu Siegpunkten: Königreichkarten mit Nebentyp „Sammlung“ haben Anweisungen, mit denen Siegpunktmarker beim jeweiligen Stapel angehäuft werden. Sie dienen als Zähler für Boni oder werden bei Gelegenheit von einem Spieler kassiert. Ein weiterer Weg sind „Landmarken“, die das Format „Ereignisse“ ausbauen: sie müssen nicht mal gekauft werden, sondern definieren Bedingungen, bei deren Erfüllung es zusätzliche Siegpunkte gibt. Während des Spiels werden dafür Siegpunktmarker verteilt. Bei anderen Landmarken ist die Anzahl bestimmter Karten bei Spielende relevant, absolut oder im Vergleich zu den Mitspielern, und können auch Punktabzüge bewirken.
In der 2. Edition von Empires werden statt der Metallmarker solche aus Pappe mitgeliefert, um die Produktionskosten zu senken.

### Ergänzungsset
Im April 2017 veröffentlichte der deutsche Vertrieb unter dem Titel Erweiterung – Basisspiel & Die Intrige 14 neue Königreichkartenstapel. Je 7 davon sollen in den beiden Schachteln je 6 vom Autor als schwach oder selten genutzt eingeschätzte Karten ersetzen. Neben dem Sortierstreifen für das Ergänzungsset selbst liegen auch angepasste Sortierstreifen für die Schachteln von Basisspiel und Intrige bei, die damit jeweils zur 2. Edition umgerüstet werden können.

### Nocturne
Anfang August 2017 kündigte Rio Grande Games die elfte Erweiterung mit 500 Karten an. Ein Mix aus „gespenstisch“ und „keltische Mythologie“ ist das Thema für viele Kartennamen. Neueste Funktion sind „Nacht“-Karten, die nach der Kaufphase in beliebiger Zahl gespielt werden können. Karten mit Typ „Segen“ bzw. „Unheil“ verteilen in zufälliger Reihenfolge „Gaben“ oder „Plagen“, die am Querformat erkenntlich von den Spielern nicht ins Deck integriert werden. Das gilt auch für eine dritte Sorte, den „Zustand“, der in unterschiedlicher Dauer wirkt. Bei entsprechend markierten Königreichkarten ersetzen „Erbstücke“ mit diversen Effekten einzelne Start-Kupfer der Spieler. Der deutsche Vertrieb hat die Auslieferung seiner Version im August 2018 gestartet.

### Renaissance
Anfang August 2018 kündigte Rio Grande Games die zwölfte Erweiterung mit 300 Karten an. 25 Königreichkarten sind mit Münzen ergänzt, die als sammelbare Marker für Einmalgeld oder zusätzliche Aktionen dienen. Projekte ähneln Ereignissen, wirken aber bis Spielende, sind bei einem Kauf erhältlich und werden mit mitgelieferten Holzwürfeln markiert. Auch Artefakte gehören zu den querformatigen Karten und sind wegen ihrer Wanderpokalfunktion umkämpft. Die deutsche Version ist seit August 2019 im Handel.

### Menagerie
Zum Jahresbeginn 2020 wurde von Rio Grande Games die dreizehnte Erweiterung angekündigt und wurde im September in Deutschland verfügbar. Ihre 400 Karten sind häufig nach Tieren betitelt. Das gilt durchweg für die neue Variante der Querformate, den „Weg“. Deren Anweisungen dürfen als Ersatz der originären Anweisungen von Aktionskarten verwendet werden. Darüber hinaus sind weitere Ereignisse sowie Dauerkarten enthalten. Als Nebenthemen wurden vom Autor noch Reaktionskarten und Karten mit seltsamen Kosten hervorgehoben. Letztere variieren ihren Ausgangspreis entsprechend der Erfüllung individueller Kriterien.

### Verbündete
Mit dieser vierzehnten Erweiterung erhält der Spieler 400 weitere Karten, unter denen sich auch Dauerkarten und andere gemischte Kartentypen befinden. Thematisch sammelt man hier Gefallen, die man in Form von Tokenmünzen auf seinem Wirtshaustableau anhäuft. Diese können später bei einem der 23 enthaltenen Verbündeten (Querkarten) eingelöst werden. Geteilte Stapel, wie aus Empires, kommen wieder zum Einsatz. Diese bestehen in Verbündete aber aus 4 mal 4 Karten, unter denen auch Dauer- und Punktekarten sind. Im Gegensatz zu Empires können diese Stapel rotiert werden, wodurch die nächste Kartengruppe zu oberst zu liegen kommt.

### Plünderer
Die fünfzehnte Erweiterung ging offiziell am 1. März 2023 in den Verkaufsstart. 500 Karten sind enthalten, davon 400 Königreichkarten, darunter auch wieder viele Dauerkarten. Es werden Kostbarkeiten und Merkmale eingeführt. Kostbarkeiten stellen einen gemischten Stapel dar und können nur durch bestimmte Angriffskarten erhalten werden. Es handelt sich um Geldkarten mit zusätzlichen Effekten. Merkmale sind Querkarten, die unter einen anderen Kartenstapel gelegt, dessen Eigenschaften ändern, zum Beispiel verringern sie die Kosten beim Kauf oder führen zu anderen Effekten, beispielsweise ermöglichen sie das entsorgen oder ablegen unerwünschter Karten.

### Rising Sun
Die sechzehnte Erweiterung ist seit September 2024 erhältlich. Es sind 300 Karten enthalten, darunter 275 Königreichkarten. Es werden Prophezeiungen und Sonnenmarker eingeführt. Bei den Prophezeiungen handelt es sich um Querkarten, deren Effekt erst nach einer bestimmten Zeit im Spiel eintritt. Der genaue Zeitpunkt wird mit Hilfe der Sonnenmarker bestimmt. Des Weiteren gibt es einen neuen Kartentyp Schatten mit besonderer Rückseite, welche aus dem Nachziehstapel gespielt werden können, als wären sie auf der Hand. Außerdem kehren die Schuldenmarker zurück und neue Ereignisse sind mit dabei.

### Promotionkarten
Vornehmlich als Werbegeschenk werden einzelne Karten herausgegeben, die abgekürzt „Promos“ genannt werden. Für sie werden oft Entwürfe verwendet, die aus unterschiedlichen Gründen nicht in eine Erweiterung übernommen wurden. Es gibt aber auch gezielt für einen besonderen Anlass gestaltete Karten. Außer bei Sammlern, die alles haben wollen, sind sie teilweise auch wegen besonderer Mechanismen, die man sonst in keiner Erweiterung findet, als Gimmick begehrt. In diesem Rahmen sind bis Oktober 2019 10 Königreichkarten und 1 Ereignis veröffentlicht worden.
- Die Zeitschrift Spielbox (Ausgabe 2/2009) enthielt die Sonderkarte Schwarzmarkt. Wenn mit dieser Königreichkarte gespielt wird, wird ein Extrastapel mit je 1 Exemplar nicht ausliegender Königreichkarten gebildet, von dem dann beim Spielen des Schwarzmarkts eine gekauft werden darf.[29]

- Die Sonderkarte Gesandter erschien ursprünglich zum Spielefest in Wien.[30] Mit ihr bekommt der Spieler von 5 aufzudeckenden Karten 4 auf die Hand.

- Als Dankeschön an die Spiel des Jahres-Jury brachte der Hans im Glück Verlag die Sonderkarte Geldversteck heraus.[31] Die Rückseite dieser Geldkarte zeigt den roten Halmakegel ("Pöppel") des SdJ-Logos auf gelbem Untergrund, sodass die Karte beim Mischen gut zu erkennen ist und nach Belieben eingereiht werden kann.[Info 9]

- Als vierte Sonderkarte ist Carcassonne erschienen. Diese Karte ist auf Anfrage des Verlagschefs von Rio Grande Games in Anlehnung an das Spiel Carcassonne entwickelt worden, da dieses 2011 sein 10-jähriges Jubiläum der Auszeichnung als Spiel des Jahres feierte. Diese Dorf-Variante darf beim Aufräumen auf den Nachziehstapel gelegt werden.[Info 10]

- Eine an das Spiel Puerto Rico angelehnte Sonderkarte, die 2011 erschienen ist, wurde Gouverneur getauft. Mit ihr wählt man Karten ziehen, Handkarte umbauen oder Gold nehmen und die Mitspieler erhalten jeweils eine kleinere Version davon.

- Mit der Fan-Edition 1 erschien erstmals die Sonderkarte Prinz auf dem deutschen Markt.[32] Mit ihr kann man eine Aktionskarte in jedem Zug automatisch spielen.

- Zum deutschen Verkaufsstart der achten Erweiterung Abenteuer wurde die Sonderkarte Einladung herausgegeben. Sie ist ein „Ereignis“, von denen es als Querformat jeweils nur 1 Exemplar gibt. Sie wurde nicht von Vaccarino entworfen und ist sogar vor dem englischen Original herausgekommen. Sie erlaubt eine Aktionskarte zu nehmen und gleich im nächsten Zug zu spielen.

- Auf der Spiel 2016 wurde Sauna/Eisloch verteilt, die durch die Namenskombination als „geteilter Stapel“ erkennbar sind. Sauna kann Handkarten entsorgen und Eisloch zieht Karten. Sie können abwechselnd verkettet gespielt werden.

- Abbruch lag der Spielbox 6/2017 bei. Ursprünglich für Empires entworfen wurde diese Karte auch nicht für Nocturne übernommen und stand so als schnelle Antwort auf eine entsprechende Anfrage von ASS Altenburger zur Verfügung.[33] Entsorgt eine Handkarte und nimmt eine billigere Karte und ein Gold.

- Schweriner Dom ist eine von zwei Sonderkarten, die für die wegen des zehnten „Geburtstags“ von Dominion aufgelegte Jubiläumsmeisterschaft erstellt wurde. Für deren Ranglistenwertung mussten sich teilnehmende Spieler für eines der 16 deutschen Bundesländer oder eine von 3 österreichischen Regionen erklären. Um die Rangliste mit der besten Ausbeute aus 12 Monatswertungen zu ehren, bekam die Karte Bild und Namen der Mecklenburg-Vorpommern repräsentierenden Kirche. Schweriner Dom ermöglicht Karten für den nächsten Zug zu bunkern und dort dann eine Handkarte zu entsorgen. Sie wurde zunächst auf der Spiel 2019 verteilt.[34]

- Kapitän Tobias ist eine von zwei Sonderkarten, die für die wegen des zehnten „Geburtstags“ von Dominion aufgelegte Jubiläumsmeisterschaft erstellt wurde. Sie bildet den Sieger des Finales der Deutschen Meisterschaft (s. u.) ab. Mit Kapitän wird bei seinem Ausspielen und im nächsten Zug eine Aktionskarte im Vorrat gespielt. In Deutschland wurde sie 2020 zunächst an Teilnehmer von im Rahmen der Dominion-Liga veranstalten Turnieren verteilt, ist aber auch in der Sammler-Box (s. u.) enthalten.

### Überarbeitungen
Im Laufe der Zeit verkündete Vaccarino mehrfach Änderungen im Text existierender Karten und in den Regeln.
- 2. Edition
2016 wurden in den ersten beiden Schachteln je 6 der bisherigen Karten, die als schwach oder wenig nützlich eingeschätzt werden, durch je 7 effektivere Karten ersetzt.[35] Weitere Karten – auch in späteren Schachteln – erhielten funktionale Änderungen. Der im Original eingeführte Plural bei der Benennung einzelner Spieler zielt auf die Genderneutralität und ist so nicht ins Deutsche übertragbar.
- Errata 2019
Um Fallstricke in der Ausführung bestimmter Kombinationen zu beseitigen und andere Mehrdeutigkeiten aufzulösen, wurden im Herbst 2019 Kartenänderungen und Regelanpassungen veröffentlicht. Bei einigen Selbstentsorgern sind deren sonstige Effekte nun an die Entsorgung gekoppelt. Sogenannte Gestaltwandler wurden zu Fernsteuerungen vereinfacht. Ein zusätzlicher Typ wurde eingeführt, der Endlosschleifen unterbindet.
- Updatepacks
2022 kamen im deutschsprachigen Raum die Updatepacks für Seaside und Blütezeit auf den Markt. Es werden jeweils 9 neue Königreichkarten geliefert, welche in der 2. Edition der genannten Erweiterungen enthalten sind. Ein aktualisierter Sortierstreifen ist auch enthalten[36][37]. Die Updatepacks sind deutlich günstiger als die neuen Varianten der Erweiterungen.

### BigBox
Eine Dominion BigBox war im Herbst 2011 exklusiv im Einzelhandel der Metro Gruppe erschienen. Enthalten war das Basisspiel, die Erweiterung Reiche Ernte sowie die ersten vier Promotionkarten.

### Basiskarten
Seit März 2014 sind die in jedem Spiel ausliegenden Basiskarten als separater Satz erhältlich. Damit ist man nicht mehr auf ein Grundspiel (Basisspiel oder 1. Edition von Die Intrige) angewiesen, sondern kann in Kombination mit einer beliebigen Erweiterung anfangen. Oder es wird zur Aufstockung der Basiskarten für ein Spiel mit mehr als vier Spielern genutzt. Dritte Verwendungsmöglichkeit ist der Ersatz abgenutzter Spielkarten. In der 250 Karten umfassenden Box sind die Basiskarten aus Basisspiel, Alchemisten und Blütezeit enthalten: Die 60 Kupfer-, 40 Silber-, 30 Gold-, 12 Platin-, 16 Trank-, 24 Anwesen-, 12 Herzogtum-, 12 Provinz-, 12 Kolonie- und 30 Fluchkarten sowie eine Müllkarte wurden mit neuen Illustrationen versehen.

### Mixbox
Seit November 2014 werden die beiden Erweiterungen Reiche Ernte und Alchemisten kombiniert unter der Bezeichnung Mixbox vertrieben.

### Fan-Edition 1
Das im November 2014 erschienene Paket Fan-Edition 1 ist keine Erweiterung im eigentlichen Sinn. Es handelt sich um eine Box mit überwiegend Zusatzmaterialien. Im Einzelnen enthält sie 60 Kupfer (davon 30 glanzveredelt), 40 Leerkarten (davon 20 glanzveredelt), die Promos Gouverneur und Prinz, zwei Spielmatten (mit Markierungen für die verschiedenen Bereiche, in denen sich Karten eines Spielers befinden), eine Reisebox (zum platzsparenden Transport einer Auswahl von Königreichkarten) sowie 27 beschreibbare Trennkarten.

### Einsteiger-BigBox
Zum 10-jährigen Jubiläum der Auszeichnung Spiel des Jahres wurde im April 2019 eine 1000 Karten enthaltene Schachtel aufgelegt, die das Basisspiel 2. Edition, die Erweiterungen Alchemisten, Reiche Ernte und Gilden sowie die Promos Schwarzmarkt, Geldversteck und Befestigtes Dorf (vormals Carcassonne) enthält.

### Sammler-Box
Zu Weihnachten 2019 wurde exklusiv bei Amazon eine ganz in schwarz gehaltene Schachtel angeboten, die an Spielmaterial alle bis dahin erschienenen Promos, einen Satz Basiskarten sowie eine korrigierte Fassung von Vermögen (aus Empires) enthält. Des Weiteren befindet sich darin eine Karte zur Markierung des Bannstapels für Junge Hexe (aus Reiche Ernte) sowie Tableaus für die Münzmarker in Gilden. Hauptsächlicher Inhalt ist eine Sortier- und Aufbewahrungslösung bestehend aus einem steckbaren Fachsystem, in dem alle bis dahin erschienenen Karten (bis Renaissance) mit Hilfe ebenso enthaltener Trennkarten in nur zwei Schachteln untergebracht werden können. Seit Mitte März 2020 ist die Box auch bei ausgewählten Händlern erhältlich.

## Online-Version
Dominion kann derzeit per Browser auf der von Shuffle iT betriebenen Internetseite gespielt werden. Die zu diesem Zweck gegründete Firma hält seit 2017 die Online-Lizenz. Die Karten des Basissets stehen kostenlos zur Verfügung. Die Nutzung der Erweiterungen erfordert ein Abo. Für Übungszwecke stehen programmierte Bots zur Verfügung, die im Wesentlichen die Big Money Strategie verfolgen und ansonsten eher dümmlich agieren. Als Gastgeber kann man Königreich und Mitspieler selbst bestimmen oder sich der automatischen und zufälligen Auslosung beider überlassen. Letztere Variante dient auch zur Bestimmung je einer Rangliste für 2 Spieler und für 3–4 Spieler, die einmal täglich per Glicko-2 aktualisiert werden. Die Seite ist auch die Arena für eine Liga mit 6-wöchigen Saisons (Dominion League) und die jährliche Online Championship.
Zuerst konnte man Dominion in der Brettspielwelt online spielen. Außer dem Basisspiel wurden noch jeweils 5 Königreichkarten der ersten Erweiterungen angeboten. Als die Internet-Rechte für Dominion von Rio Grande Games kommerziell vergeben wurde, hat die Brettspielwelt das Spiel aus ihrem Angebot gelöscht.
Eine weitere Möglichkeit, Dominion online zu spielen, bot bis zum 15. März 2013 die englischsprachige Internetseite Isotropic. Eine deutsche Version war nicht verfügbar. Diese Version verwendete das Artwork des Spiels, das der Spieleautor während der Entwicklung benutzte. Der Öffentlichkeit standen hier alle Karten der Dominion Welt bis Hinterland sowie die ersten 5 Promotionskarten zur Verfügung. Isotropic wurde vom Spielautor auch zum Testen neuer Erweiterungen genutzt.
Als dritte Möglichkeit mit graphischer Benutzeroberfläche gilt das Dominion Browsergame. Die Seite war auf Deutsch, eine englische Übersetzung nur rudimentär verfügbar. Eine Rangliste wurde über ein Elo-System erstellt. Seit dem 14. September 2012 ist die allgemeine Öffentlichkeit ausgesperrt: aus rechtlichen Gründen ist das Browsergame als private Spielgemeinschaft nur registrierten Mitgliedern zugänglich. Inwieweit die seitdem erschienen Erweiterungen in die Programmierung eingeflossen sind oder ob es überhaupt noch spielbar ist, ist nicht bekannt.

## Turniere
Da die Wahl einer zum angebotenen Königreich passenden Deck-Building-Strategie als entscheidender Faktor angesehen wird, eignet sich Dominion gut zur Durchführung aussagekräftiger Turniere. Die Spannweite solcher Turniere reicht von geschlossenen Privatveranstaltungen über lockere Spieletageevents bis hin zu ausgewachsenen Meisterschaftssystemen. Bei letzteren setzen die vertreibenden Verlage auch auf die Kompetenz darin erfahrener Organisationen.
Am 2. März 2011 fand im Wil (Kanton St. Gallen) im Rahmen des „19. Wiler Spielfest“ im Wiler Stadtsaal die 1. offizielle Schweizer Meisterschaft im Dominion statt, die vom Hans im Glück Verlag gesponsert und vom Spiele-Club Wil und der Ludothek Wil organisiert wurde. Teilnehmen konnte jeder, der wollte. Eine Qualifikation war nicht notwendig, nur eine rechtzeitige Anmeldung. Die ersten vier Spieler erstritten sich das Recht, an den internationalen Dominionmeisterschaften 2011 in Essen teilzunehmen.
Am 20. Oktober 2011 wurde im Rahmen der Spiel '11 in Essen das Finale der deutschen Meisterschaft ausgespielt. Der Sieg berechtigte zur Teilnahme an der am 22. Oktober 2011 ebenfalls auf der Spiel '11 stattgefundenen Weltmeisterschaft. Weltmeister wurde Ryo Shigekiyo (Japan). Den zweiten Platz belegte Berndt Ivar Nodland aus Norwegen und Dritter wurde der Deutsche Arndt Feddersen.
Die Weltmeisterschaft 2012 fand im August auf der Gen Con statt. Weltmeister wurde Kazuhiko Mitsuya (Japan). Den zweiten Platz belegte Fabian Sjöblom (Schweden) und der dritte Platz ging an Alexander Deutinger aus Österreich. Da die Deutsche Meisterschaft erst auf der Spiel 12 im Oktober ausgetragen wurde, nahm kein deutscher Teilnehmer an der WM teil.
Deutscher Meister 2012 wurde Christoph Saßen.
Deutscher Meister 14. März 2015, Altenburg: Heike Müller.
Finale Deutsche Meisterschaft 2018 (wegen des zehnten „Geburtstags“ des Spiels Jubiläumsmeisterschaft genannt; 3 Qualifizierungswege) am 3. März 2019 in Altenburg: Tobias Rietze (Berlin) vor Lukas Kautzsch und Peter Pütz.
2020 wurde die Dominion-Liga gestartet. Für eine per Glicko-2 berechnete Ranglistenwertung über ein Halbjahr mit monatlichen Zwischenwertungen können auch Spiele in privater Runde gemeldet werden. Öffentliche Turniere stattet ASS Altenburger mit Preisen für die besten Spieler aus und stellt auch das Spielmaterial.

## Geschichte
Vaccarino war in den 1980er und 1990er Software-Entwickler. In seiner Freizeit spiele er gerne Brettspielprototypen, als 1993 Magic: The Gathering herauskam. Seine Begeisterung dafür gipfelte in seiner Entwicklung einer 90 Karten umfassenden Fan-Erweiterung und er wurde freischaffender Lieferant von Magic Ergänzungen. Im Laufe der Jahre entwickelte er mehrere Ideen für Spiele, die er mit dem Erfinder von Magic, Richard Garfield diskutierte.
Die Deck-Building-Mechanik erfand Vaccarino 2006, als er an einem im Fantasybereich angesiedelten Abenteuerspiel arbeitete. Um seiner regelmäßigen Spielgruppe überhaupt etwas präsentieren zu können, reduzierte er kurzfristig dessen komplexen Entwurf auf Kernelemente. Anstatt erst im Verlauf des Spiels erhältlicher Karten entschied er sich, sie von Beginn an verfügbar zu machen. Als er diesen Entwurf seiner Spielgruppe vorführte, war das Spiel sofort so beliebt, dass es die nächsten zwei Jahre allen sonst üblichen Favoriten einschließlich Magic vorgezogen wurde.
Auf Grundlage dieser Begeisterung wollte Vaccarino das Spiel verfeinern und veröffentlichen. Auf der der Origins Game Fair Convention 2007 präsentierte er es Rio Grande Games und bekam einen Vertrag. Zusammen mit den BoardGameGeek-Kolumnisten Valerie Putman und Dave Yu wurde das Spiel unter wechselnden Namen weiter entwickelt.
Dominion erschien erstmals auf der SPIEL '08 in Essen und wurde hier mit Hilfe der Fairplay-Scoutaktion zum beliebtesten Spiel der Messe gewählt. Das Spiel wurde zu diesem Zeitpunkt in Deutschland vom Münchner Hans im Glück Verlag veröffentlicht, wobei sämtliche Rechte über neue Editionen, Erweiterungen und Promokarten bei Rio Grande Games lagen. Im Juni 2012 gaben beide Verlage bekannt, ihre Zusammenarbeit bis Ende des Jahres aufzukündigen. Rio Grande Games betonte hierbei, dass die Koproduktionen mit anderen Verlagen reduziert und der Fokus auf das eigene Kerngeschäft gelegt werden sollte. Seit Oktober 2013 gibt Rio Grande Games die deutschen Übersetzungen unter eigenem Namen heraus, wobei Produktion und Distribution durch ASS Altenburger erfolgt.
Dominion wurde unter Verwendung von 6 verschiedenen Alphabeten in 17 weitere Sprachen übersetzt: Chinesisch, Finnisch, Französisch, Griechisch, Italienisch, Japanisch, Koreanisch, Niederländisch, Norwegisch, Polnisch, Portugiesisch, Rumänisch, Russisch, Spanisch, Schwedisch, Tschechisch, Ungarisch.

## Übersetzungsfehler
Seit der ersten Ausgabe sind in fast allen deutschen Editionen und Erweiterungen Übersetzungsfehler auf Karten, in deren Erläuterungen und in den Regeln enthalten. Oftmals sind es nur formale Nachlässigkeiten, die von den meisten Spielern nicht bemerkt werden oder selbst bei böswilliger Auslegung das Spiel nicht wesentlich verändern können. Es wurden aber auch einige grobe Fehler eingebaut, die im Vergleich zum Original Entscheidungen und Handlungen einschränken, erweitern oder gravierend verändern. Einige wenige Fehler wurden in späteren Auflagen stillschweigend korrigiert oder mit Errata-Hinweisen auf der Webseite zum jeweiligen Spiel versehen. Nach dem Wechsel der Verlage konnte die jetzt für die deutschen Ausgaben verantwortliche ASS Altenburger schließlich überzeugt werden, ihre Entwürfe neuer Erweiterungen und Wiederauflagen bekannter Erweiterungen erst durch eine Gruppe kundiger Spieler prüfen zu lassen und so weitestgehend Übereinstimmung mit dem englischen Original zu erreichen.

## Trivia
- Jede Dominionkarte (außer den Ersatzbasiskarten) zeigt in der rechten unteren Ecke ein Symbol, das sie einer Edition oder Erweiterung zuordnet. Die Promotionkarten zeigten ursprünglich jeweils ein eigenes Symbol, werden aber seit 2016 einheitlich gekennzeichnet.
- Jede Dominionkarte (außer den ursprünglichen Basiskarten) nennt am unteren Rand den Künstler der jeweiligen Grafik.
- Jede Spielregel einer Dominion-Edition oder -Erweiterung beginnt mit einem kleinen Text, der in wenigen Sätzen eine zum Thema passende Stimmung erzeugen will. Allerdings ist dieser Text für das Spiel(en) irrelevant.

## Auszeichnungen
| Auszeichnender                                | Jahr | Auszeichnung                           | Platz     |
| --------------------------------------------- | ---- | -------------------------------------- | --------- |
| Spiel des Jahres                              | 2009 |                                        |           |
| Deutscher Spiele Preis                        | 2009 | Bestes Familien- und Erwachsenenspiel  | Platz 1   |
| Mensa Select                                  | 2009 |                                        |           |
| À-la-carte-Kartenspielpreis                   | 2009 |                                        |           |
| BoardGameGeek – Golden Geek                   | 2009 | Spiel des Jahres Bestes Kartenspiel    |           |
| Japan Boardgame Prize                         | 2009 |                                        | Platz 1   |
| Games 100                                     | 2009 | Bestes Familien-Strategie-Spiel        | Platz 1   |
| International Gamers Award                    | 2009 |                                        | nominiert |
| Niederländischer Spielepreis                  | 2009 |                                        | nominiert |
| Årets Familiespill (Norwegen)                 | 2010 | Gewinner Familienspiel des Jahres      |           |
| I Mensa HungarIQa Társasjátékverseny (Ungarn) | 2009 | Bestes Strategiekartenspiel            |           |
| Spiel der Herzen                              | 2009 |                                        | Platz 1   |
| BoardGamer.ru                                 | 2009 | Kartenspiel des Jahres                 |           |
| Diana Jones Award for Excellence in Gaming    | 2009 |                                        | Platz 1   |
| Dice Tower Gaming Awards                      | 2009 | Bestes Spiel des Jahres                | Platz 1   |
| Guldbrikken                                   | 2009 | Årets Jurypris (Spezieller Jury-Preis) | Platz 1   |
| Hra Roku (Tschechien)                         | 2009 | Spiel des Jahres                       | Platz 1   |
| JogoEu User's Game (J.U.G.)                   | 2009 |                                        | Platz 1   |
| JoTa                                          | 2009 | Kartenspiele                           | Platz 1   |
| Lucca Games Best of Show (Italien)            | 2009 | Bestes Kartenspiel                     | Platz 1   |
| Ludoteca Ideale                               | 2009 | Spiele des Jahres                      | Platz 1   |
| Origins Award                                 | 2009 | Bestes Kartenspiel                     | Platz 1   |
| Vuoden aikuistenpeli                          | 2009 | Erwachsenenspiel des Jahres            | Platz 1   |
| Meeples’ Choice Award                         | 2008 |                                        |           |
| Juego del Año Tico                            | 2010 |                                        | nominiert |

## Erläuterungen (Fußnoten)
1. ↑  Seit 2016 ist Müll ein Tableau
2. ↑  Für die Bestimmung des Königreichs können die sogenannten Platzhalterkarten (blaue Umrandung der Rückseite) als Los genutzt werden.
3. ↑  Binomialkoeffizient {\displaystyle {\binom {25}{10}}}
4. ↑  {\displaystyle {\binom {366}{10}}=10.499.845.052.969.400.000}
5. ↑  Querformat: Gleiche Abmessungen wie normale Karten, aber die Ausrichtung von Bild und Text ist um 90 Grad gedreht.
6. ↑  Ein Grundspiel enthält die Basiskarten Kupfer, Silber, Gold, Provinz, Herzogtum, Anwesen, Fluch
7. ↑  Eine kleine Erweiterung wird in einer Schachtel mit halber Breite der normalerweise quadratischen Schachtel vertrieben.
8. ↑  Die englischen Versionen der Promos werden exklusiv von BoardGameGeek bei Spieletagen und über deren Webseite verkauft.
9. ↑  Spätere Versionen des Geldversteck nutzen nur die Farben Gelb und Rot auf die Standardrückseite angewendet.
10. ↑  Im April 2019 wurde Carcassonne näher am Original zu Befestigtes Dorf umgetauft.